# 范世平
范世平（英語：Shih-Ping Fan，1969年1月31日—），台灣政治學者。畢業於國立政治大學政治學系、國立政治大學東亞研究所法學碩士、博士。現任國立台灣師範大學東亞學系教授，長期研究中國大陸政治與經濟發展、中國大陸對台政策。目前是三立新聞台《新台派上線》、年代新聞台《新聞面對面》的固定來賓。

## 學歷
- 國立政治大學東亞研究所法學博士
- 國立政治大學東亞研究所法學碩士
- 國立政治大學政治學系學士

## 現職
- 國立台灣師範大學東亞學系教授（2015年8月－）

## 經歷
- 行政院大陸委員會諮詢委員
- 國防大學中共解放軍研究所兼任教授
- 國立台灣師範大學政治學研究所教授兼中國大陸研究中心主任
- 日本慶應義塾大學與韓國外國語大學訪問學者
- 國立台灣師範大學政治學研究所所長
- 銘傳大學觀光研究所、兩岸關係研究所兼任助理教授
- 國立金門大學運動管理系專任助理教授
- 銘傳大學觀光研究所暨觀光事業學系專任助理教授

## 著作
- 《中國大陸觀光旅遊總論》（新北：揚智，2004）
- 《台灣觀光旅遊導論》（新北：揚智，2005）
- 《大陸出境旅遊與兩岸關係之政治分析》（台北：秀威資訊，2006）
- 《大陸觀光客來台對兩岸關係影響的政治經濟分析》（台北：秀威資訊，2010）
- 《中國大陸僑務政策與工作體系之研究》（台北：秀威資訊，2010）
- 《中國大陸主權財富基金發展的政治經濟分析》（台北：秀威資訊，2010）

## 爭議事件
2014年11月16日，新北市一位顏姓計程車司機開車經過新北市新店區北新路，突然一位男子騎YouBike衝出車道，司機對騎士按三聲喇叭，騎士惡意擋車並撞擊計程車。事後爆料指控騎士是范世平，范世平赴新北市政府警察局新店分局接受調查。范世平解釋，當天是為避開前方路旁汽車才往內切，他坦承這樣的行為不對，希望能與計程車司機和解。

## 外部連結
- 范世平 - 國立臺灣師範大學 （页面存档备份，存于）